# Brodiaea elegans
Brodiaea elegans är en sparrisväxtart som beskrevs av Robert Francis Hoover. Brodiaea elegans ingår i släktet Brodiaea och familjen sparrisväxter.

## Underarter
Arten delas in i följande underarter:
- B. e. elegans
- B. e. hooveri

## Bildgalleri

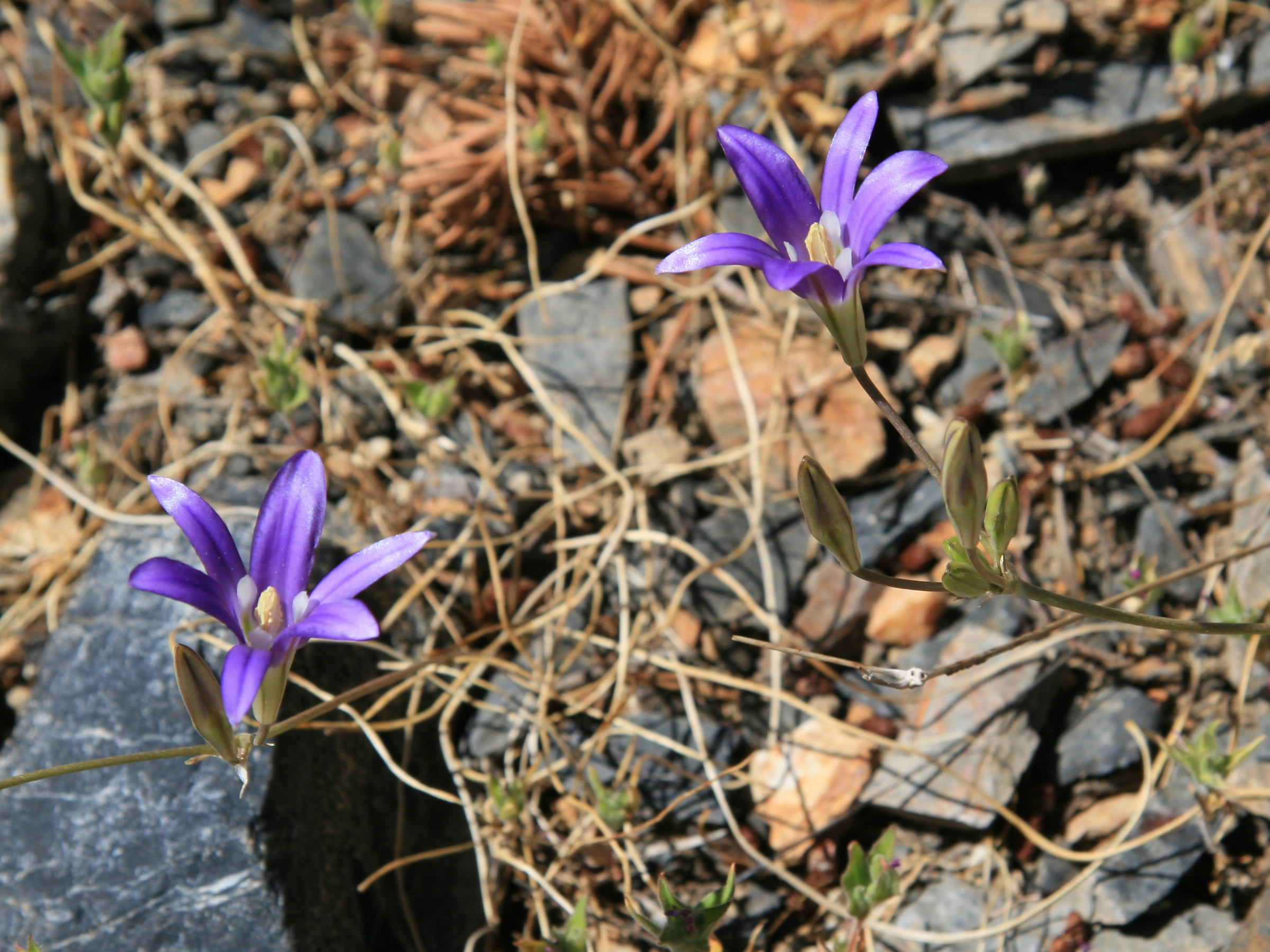
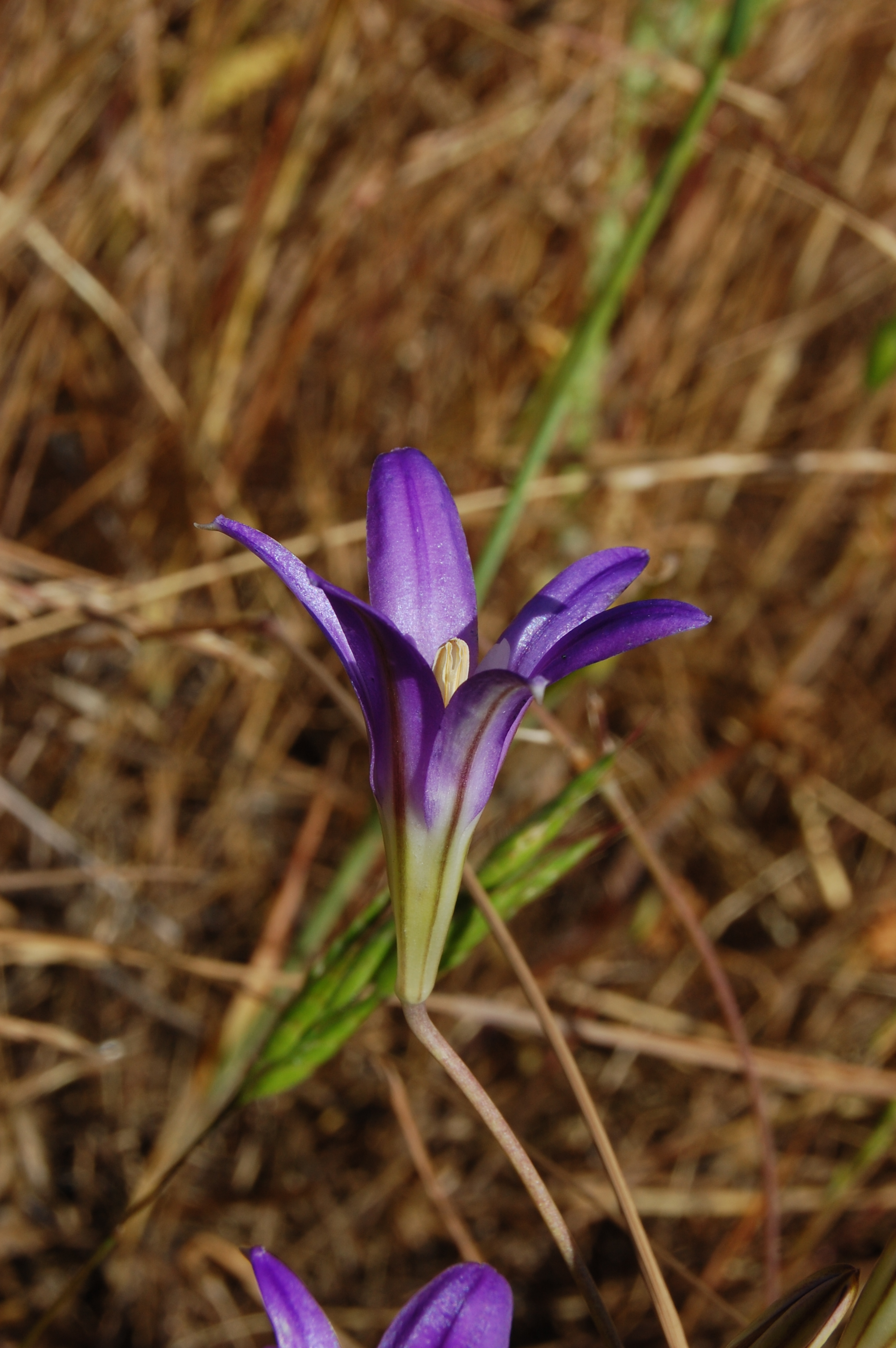
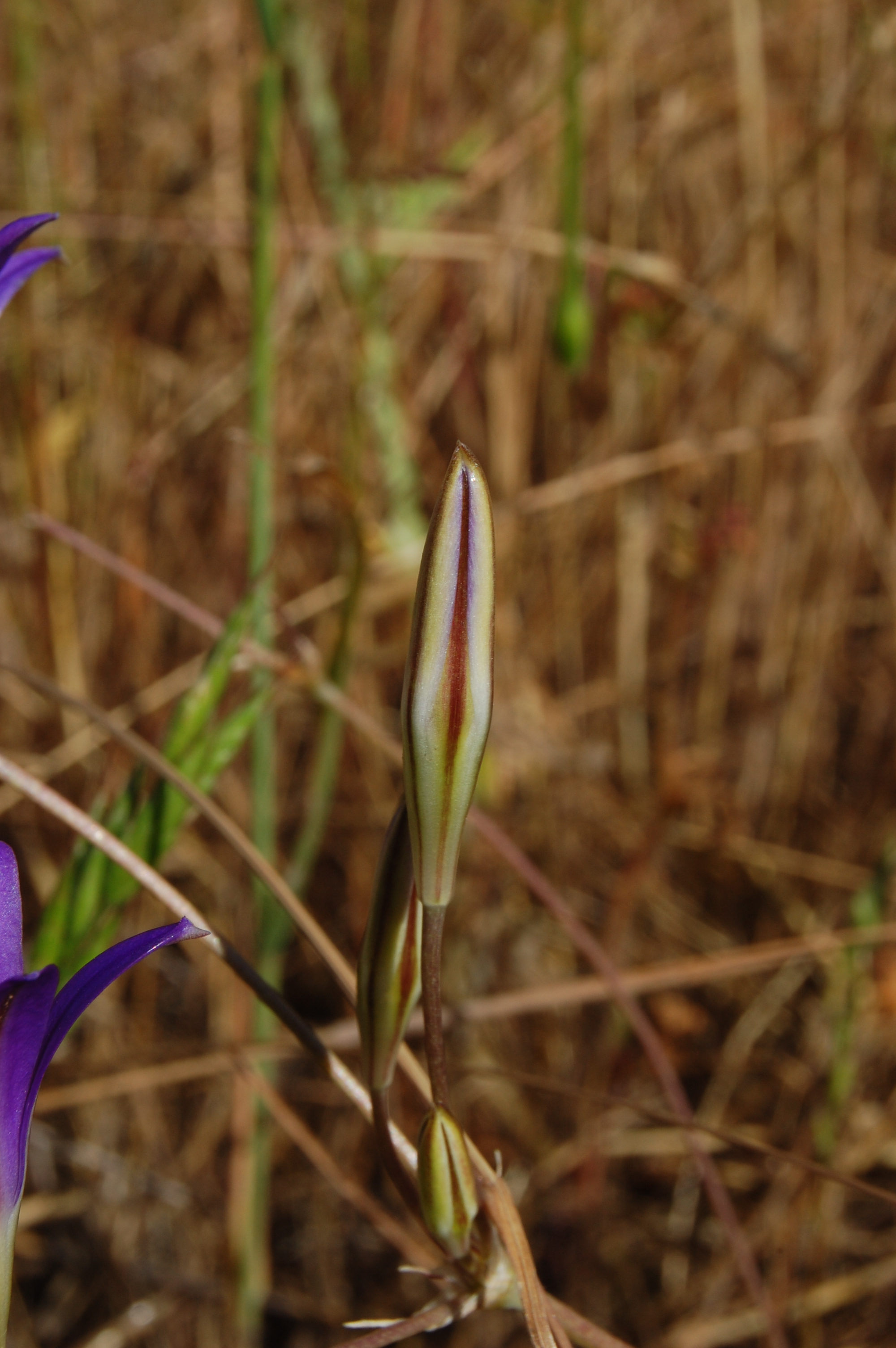
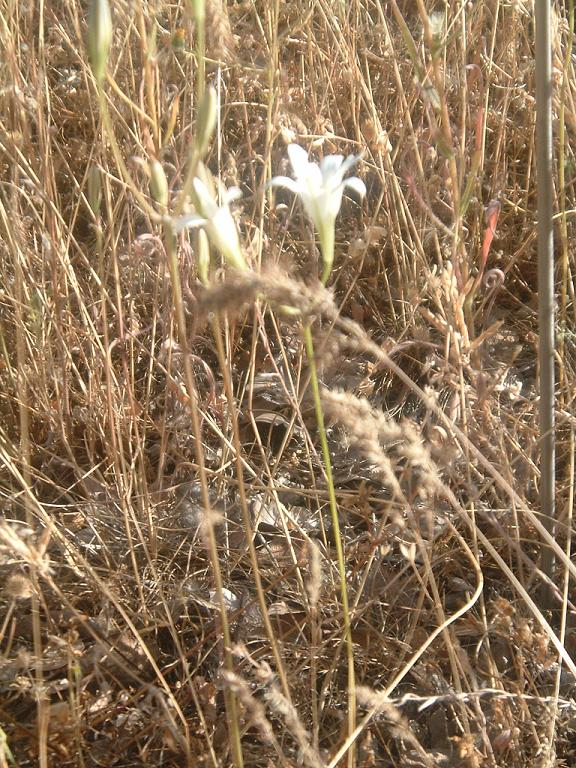